# Vicious (песня Лу Рида)
«Vicious» — песня, написанная Лу Ридом, выпущенная синглом в 1973 году и появившаяся в декабре 1972 года на его втором пост-Velvet Underground сольном альбоме Transformer.

## Создание
Лу Рид сказал, что Энди Уорхол вдохновил его на создание этой песни. "Он спросил: «Почему бы тебе не написать песню под названием 'Vicious'», — сказал Лу Рид журналу Rolling Stone в 1989 году. «И я спросил, насколько она должна быть порочной (vicious)?' 'О, ну ты знаешь, такая, что я ударю тебя цветком (I hit you with a flower)'. И я записал это буквально».

## Участники записи
- Лу Рид: вокал, ритм-гитара
- Дэвид Боуи: бэк-вокал
- Мик Ронсон: соло-гитара
- Херби Флауэрс: бас-гитара
- Джон Хэлси: ударные, колокольчик, конги, маракасы